# Lars Segerholm

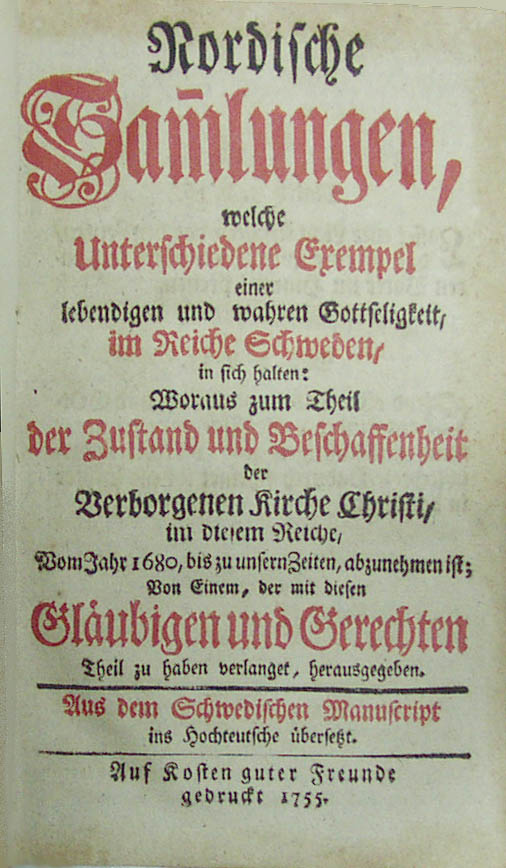
Titelbladet från Lars Segerholms utgåva av "Nordische Sammlungen"

Lars Segerholm, död 1763 i fristaden Altona i landsflykt, var en svensk radikalpietist, församlingsledare och bokförläggare. Han var bördig från Västergötland, där han genomgått Skara skola. Därefter inskrevs han 1724 som student i Västgöta nation vid Uppsala universitet.
Efter ett par tre års studier kom han 1729 till Stockholm och blev lärare i Erik Tolstadius skola. Här började han, starkt påverkad av Tolstadius och Johann Konrad Dippel, driva diverse kätterska meningar, som åsamkade honom uppmärksamhet från prästerligt håll. Han ansåg bland annat att de kristna skulle frångå alla förutfattade meningar och inte läsa många böcker eller tro på lärares auktoritet, utan gå till Jesus själv och bli lärda av honom. Försakelsens väg måste dock beträdas, innan lärjungaskap kunde uppnås. För övrigt skulle man inte binda samvetet vid vissa stadgar eller olika meningar i religiösa ting utan lämna en och var frihet i orden, blott man överenskomme i väsendet: kärleken.
Som separatist hade Segerholm därför tvingats att lämna Sverige. Han levde i den andliga fristaden Altona som föreståndare för ett litet dippelskt samfund "Blaufarber". Här umgicks han bland andra med den likaledes landsflyktige Sven Rosén. I Altona översatte och utgav han också 1755–1761 det på sin tid kända bokverket "Nordische Sammlungen", med levnadsteckningar över flera beryktade, förföljda svenska pietister, bland andra Lars Ulstadius, som han sympatiserade mycket med, och Erik Tolstadius.